# Zheng'an
Zheng'an, tidigare stavat Chengan, är ett härad som lyder under Zunyis stad på prefekturnivå i Guizhou-provinsen i sydvästra Kina.